# Binnenhof
Binnenhof (och Buitenhof) är en grupp byggnader i centrala Haag, som är centrum för den nederländska politiken.
Redan 1230 fanns det en byggnad här. Generalstaterna (Nederländernas parlament) har sedan 1446 sitt haft sitt säte på Binnenhof. Nederländernas premiärminister har sitt kontor i den del av byggnaden som benämns som det lilla tornet (nederländska: Het Torentje).
Nederländernas monark öppnar årligen i september Generalstaternas session med ett trontal i dess riddarsal.

## Bildgalleri

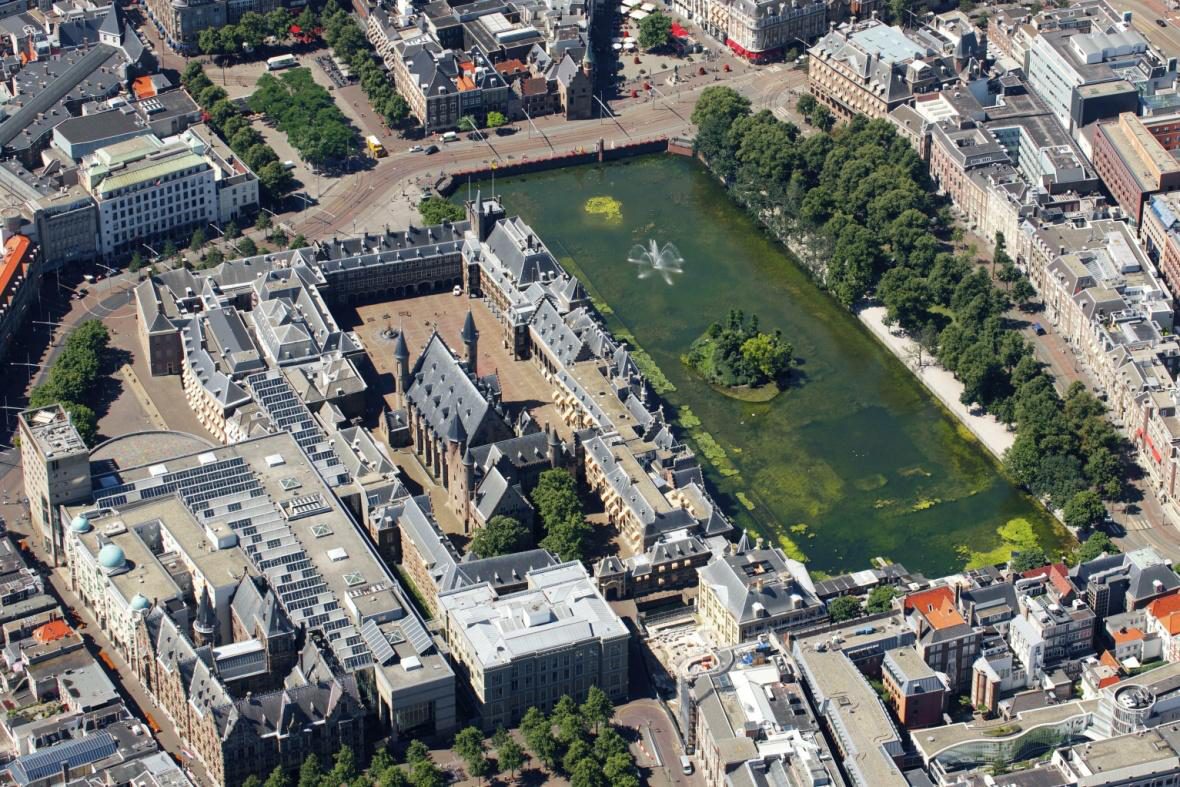
Flygbild över Binnenhof i Haag
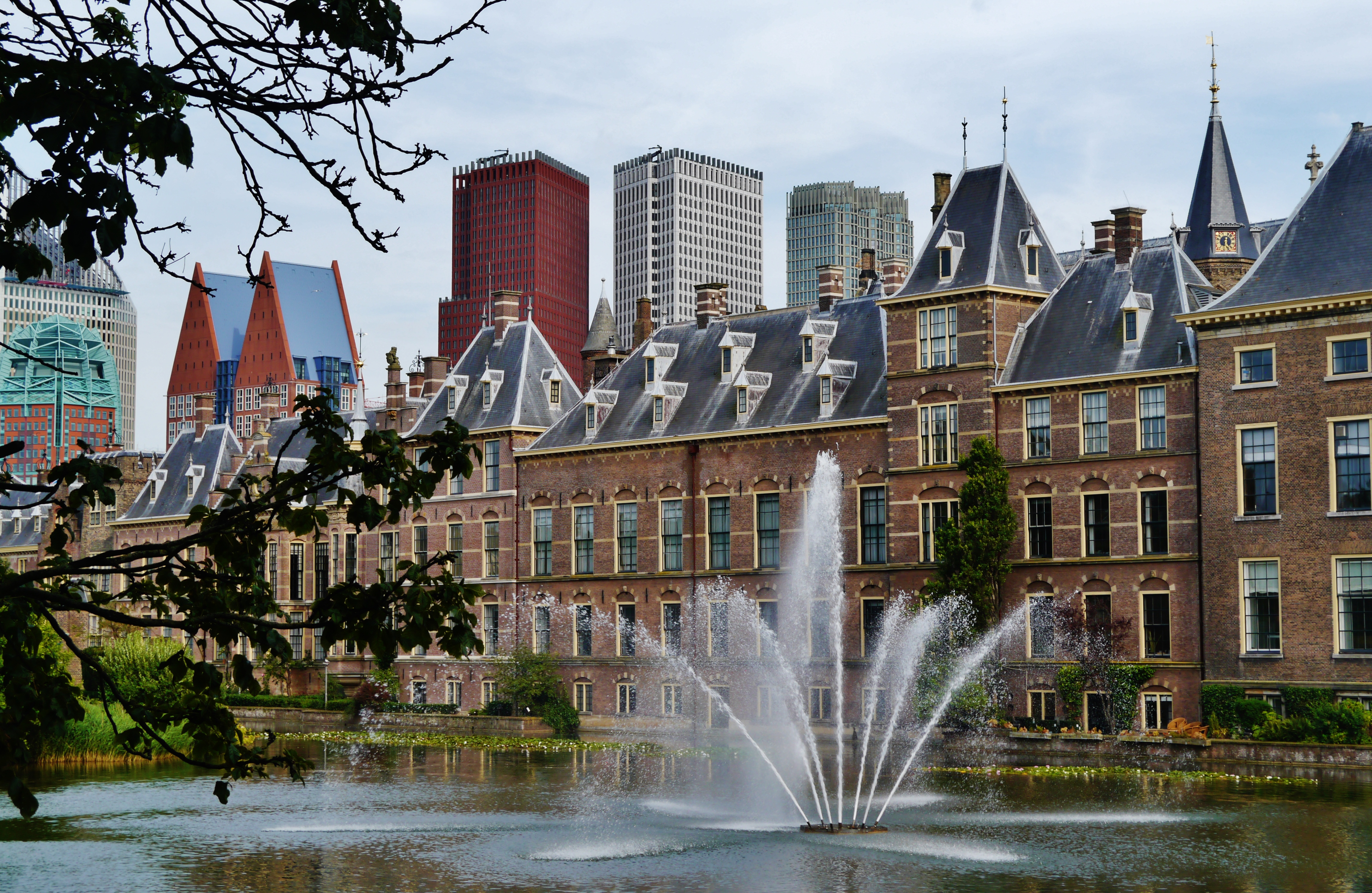
Binnenhof med Haags skyline i bakgrunden.